# Blaumut
A Blaumut egy katalán együttes, akik népzenét, klasszikus zenét és popzenét ötvöznek dalaikban. A tagok: Oriol Aymat (cselló), Xavi de la Iglesia (gitár és ének), Vassil Lambrinov (hegedű), Manel Pedrós (dobok) i Manuel Krapovickas (basszusgitár). A dalszövegeik nagyon gazdagok, sok klasszikus hangzással.

## Történetük

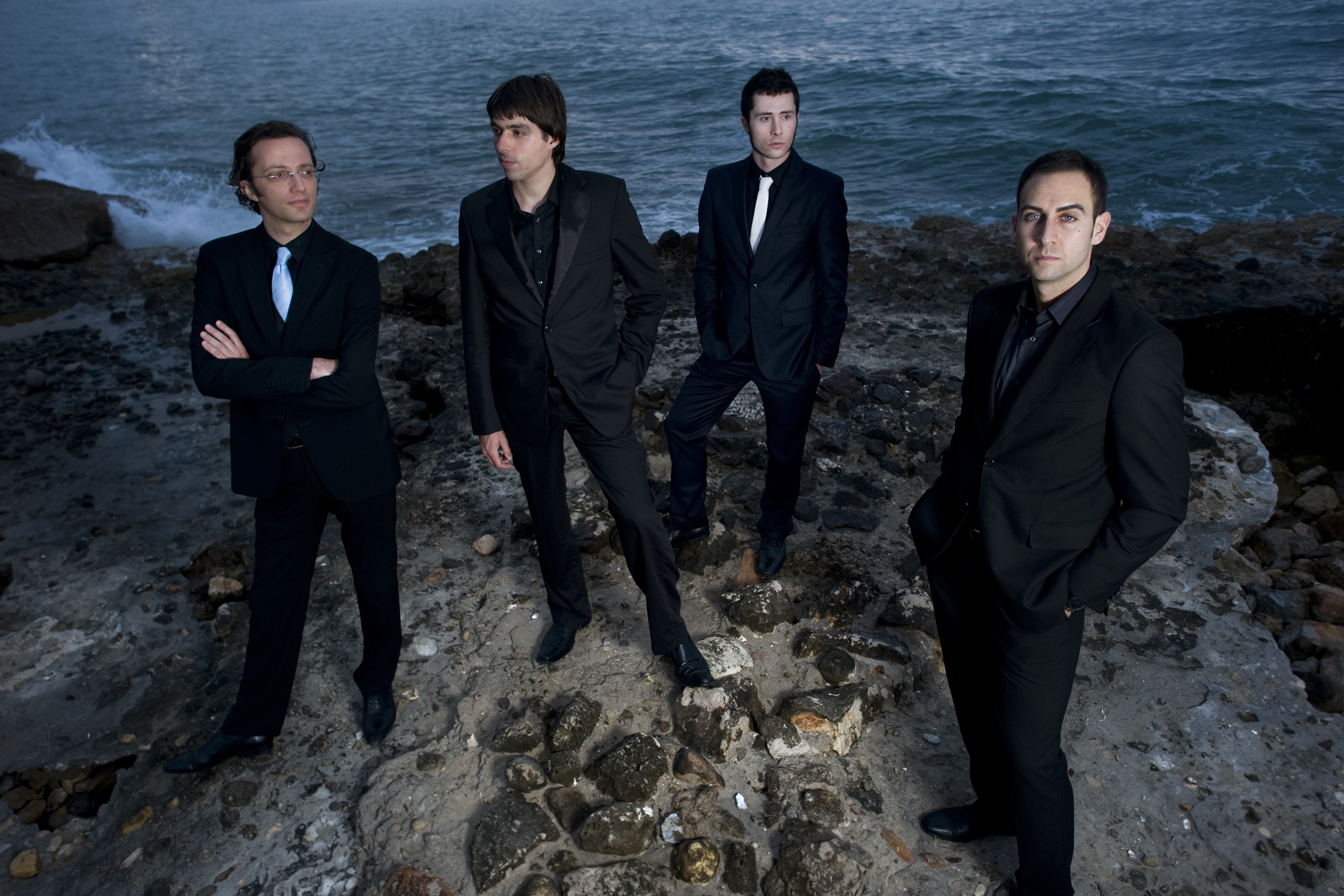
Blaumut

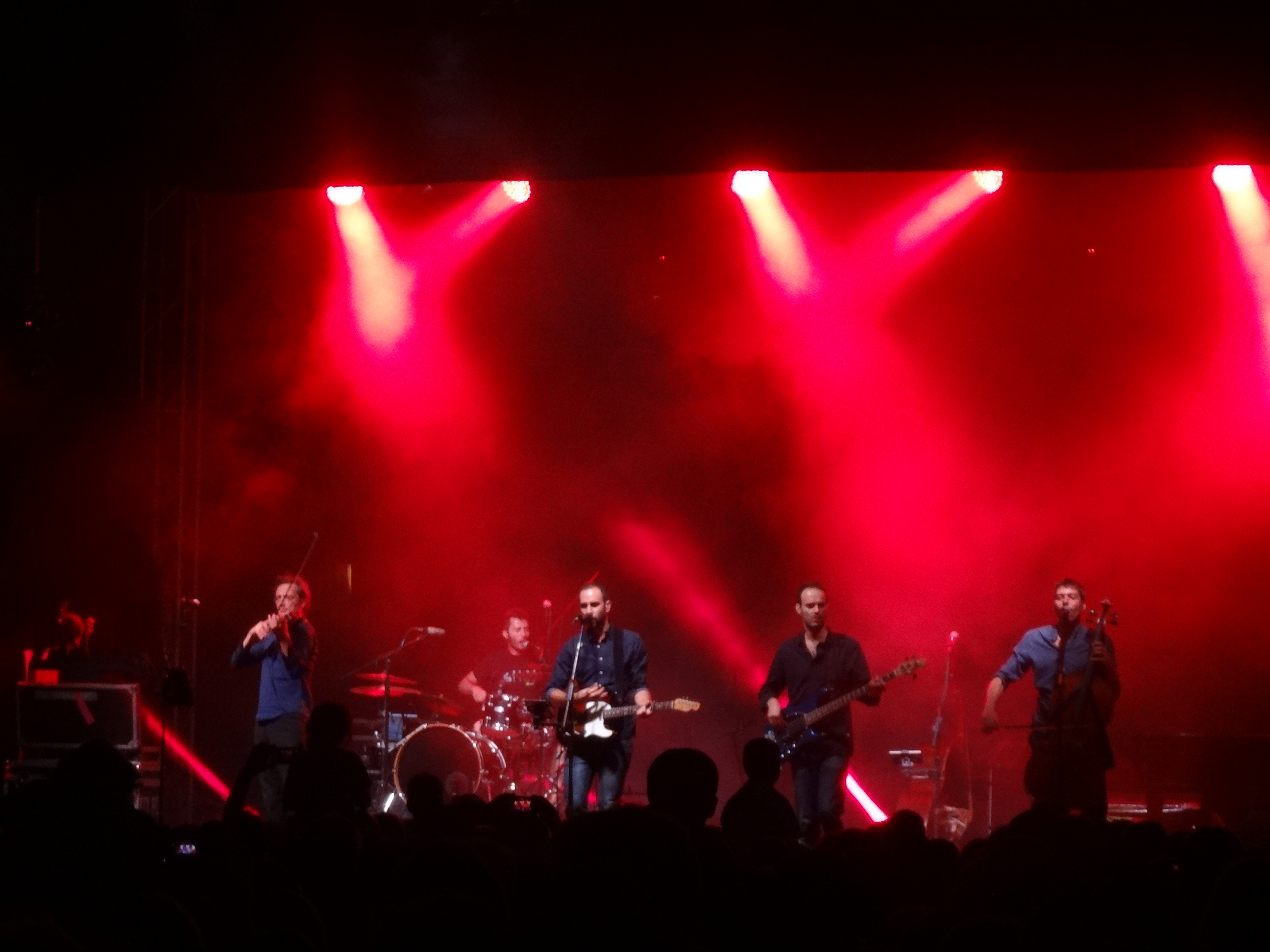
2016-os koncertjük

Vassil Lambrinov és Xavi de la Iglesia 2003-ban kezdett el otthoni felvételeket készíteni, kísérletezni különböző hangzásokkal. 2009-től kisebb fellépéseik voltak Barcelónában. 2011-ben lemezszerződést írtak alá a Picap Kiadóval és a következő év szeptemberében kiadták az első albumokat, az "El turista"-t. Az első lemezük megjelenése óta, köszönhetően az első nagy slágerüknek, a Pa amb oli i sal, fellépéseik száma megnövekedett, a katalán rádiókban is sokat játszották a dalaikat. 2013-ban Cerverí-díjjal jutalmazták őket, Salvador Espriu versének megzenésítéséért.

## Diszkográfia
- El turista (2012), Picap:

1. Bicicletes
2. Only You (i el teu xampú)
3. El llimoner
4. Les 7 i quart
5. Islàndia
6. 100 °C
7. El turista
8. Massa tard
9. Esquimals
10. Pa amb oli i sal
11. Paisatge núm. 8
12. Octubre

- El primer arbre del  bosc (2015), saját kiadás:

1. El primer arbre del bosc
2. Tornarem a casa
3. Normal
4. Passes la pàgina en blanc
5. Vuit
6. El millor gos per a un nom
7. Vent que mou el temps
8. Qui va matar el Sr. Cordills?
9. Cartes de l'orient
10. Piano
11. De moment
12. Amsterdam
13. El pont de l'Accademia

- El segon arbre del bosc, EP (2015), Autoedició:

1. Simplement
2. Vent que mou el temps (acústica)
3. Passes la pàgina en blanc (acústica)
4. De moment (acústica)
5. Amsterdam (acústica)

- Equilibri (2017), Música Global：

1. Atlàntida
2. Houston
3. Quart de lluna minvant
4. Equilibri
5. Chaplin
6. Vint-i-un botons
7. Ara que tot va bé
8. Encara
9. A peu
10. Demà
11. La vida moderna dels déus
12. Sud-conscient
13. El camí dels elefants

- Kislemezek：
  - I beg your pardon (2013, Amb Música Ho Escoltaries Potser Millor, Picap) – Salvador Espriu verse
  - Coral·lí (2013, Disc de la Marató 2013)
  - Previsions d'acostament (2016, El llibre blau de Blaumut)
  - Mil nits en vetlla (2017, Disc de la Marató 2017)

## Külső hivatkozások
- Hivatalos honlapjuk
- Viasona – Blaumut

## Fordítás
- Ez a szócikk részben vagy egészben  a   Blaumut című katalán Wikipédia-szócikk ezen változatának fordításán alapul.  Az eredeti cikk szerkesztőit annak laptörténete sorolja fel. Ez a jelzés csupán a megfogalmazás eredetét és a szerzői jogokat jelzi, nem szolgál a cikkben szereplő információk forrásmegjelöléseként.